# Potamomusa midas
Potamomusa midas is een vlinder uit de familie van de grasmotten (Crambidae), uit de onderfamilie van de Acentropinae. De wetenschappelijke naam van deze soort is voor het eerst gepubliceerd in 1881 door Arthur Gardiner Butler.
De soort komt voor in Japan.